# Gordonstoun
Gordonstoun ist eine internationale schottische Privatschule. Sie befindet sich nördlich von Elgin an dem Moray Firth. Sie wurde 1934 von dem aus Deutschland geflohenen Reformpädagogen Kurt Hahn gegründet, auf den auch die Schulen Schloss Salem, Birklehof und Louisenlund zurückgehen. Die Schule ist in einem Gebäude aus dem 17. Jahrhundert untergebracht.

## Geschichte
Die Schule startete als Schule für Flüchtlingskinder und für aus Deutschland geflüchtete Lehrer, vergleichbar etwa der Beltane School in Wimbledon (London) oder Stoatley Rough School. Für Hildegard Feidel-Mertz zählt sie zu den 20 Schulen im Exil, die versucht haben, die progressiven Elemente der deutschen Reformpädagogik aus der Zeit der Weimarer Republik in der Emigration fortleben zu lassen.
Heute wird Gordonstoun als Elite-Schule wahrgenommen. Die Schülerschaft ist international gemischt, mit britischen Schülern sowie solchen aus Österreich, Deutschland, Amerika und aus asiatischen Ländern.
Die Schule ist Teil der Round-Square-Vereinigung, einem Zusammenschluss von internationalen Schulen. Die Vereinigung hat ihren Namen durch eines der Hauptgebäude auf dem Campus bekommen. Einmal im Jahr findet die sogenannte Round Square Conference statt, an der Vertreter aller Schulen der Round-Square-Vereinigung teilnehmen, darunter auch die Schule Schloss Salem am Bodensee und die Schule Birklehof.
Gordonstoun ist eine Boarding School, die über mehrere Gebäude verteilt ist, darunter auch das Schloss Gordonstoun.
Zwischen 1987 und 2016 waren die Außenanlagen Teil des Inventory of Gardens and Designed Landscapes in Scotland.

## Bekannte Schüler
- Mitglieder der  britischen Königsfamilie:
  - Prinz Philip
  - Charles III.
  - Prinz Andrew
  - Prinz Edward
  - Peter Phillips
  - Zara Phillips
- Gordon Adam
- Max Markgraf von Baden, deutscher Unternehmer
- Alexander Blunt
- Jason Connery, britischer Schauspieler
- William Boyd
- Rosalind Eleazar, britische Schauspielerin
- Balthazar Getty
- Dick Heckstall-Smith
- Duncan Jones
- Charles Kennedy
- Michael Opel
- Luca Prodan
- Roy Williamson von den Corries, Verfasser der inoffiziellen schottischen Nationalhymne, Flower of Scotland
- Aleksander II. Karađorđević, Kronprinz von Serbien.
- Christina Rau
- Muhammad bin Zayid Al Nahyan[4]
- Oona Castilla Chaplin